# Munda elegantis
Munda elegantis är en insektsart som beskrevs av Andrej Vasiljevitj Gorochov 2008. Munda elegantis ingår i släktet Munda och familjen syrsor. Inga underarter finns listade i Catalogue of Life.